# Nyctophilus howensis
Nyctophilus howensis là một loài động vật có vú trong họ Dơi muỗi, bộ Dơi. Loài này được McKean mô tả năm 1975.